# Musica enchiriadis

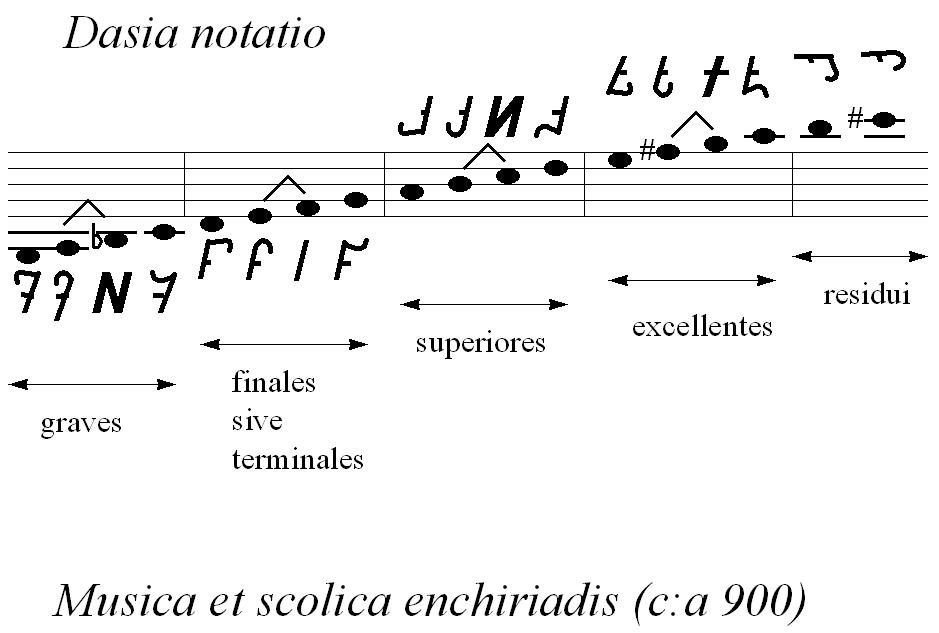
Notación usada en Musica enchiriadis. La escala comprende cuatro tetracordios. Los símbolos que indican las notas son rotados e invertidos dependiendo del tetracordio. Debajo está la transcripción a la escritura actual.

Musica enchiriadis es un tratado musical anónimo del siglo IX, en el que se fijan de manera seria, por vez primera, las leyes de la incipiente polifonía, especialmente en lo que concierne a la música sacra. Esta obra está íntimamente relacionada con otro tratado titulado Scolica enchiriadis, que es el comentario a su tratado compañero Musica enchiriadis. Ambas obras fueron atribuidas a Hucbaldo, no obstante esta teoría ya no es aceptada.

## Descripción

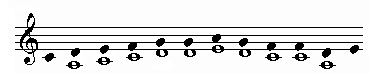
Organum (método de polifonía paralela).

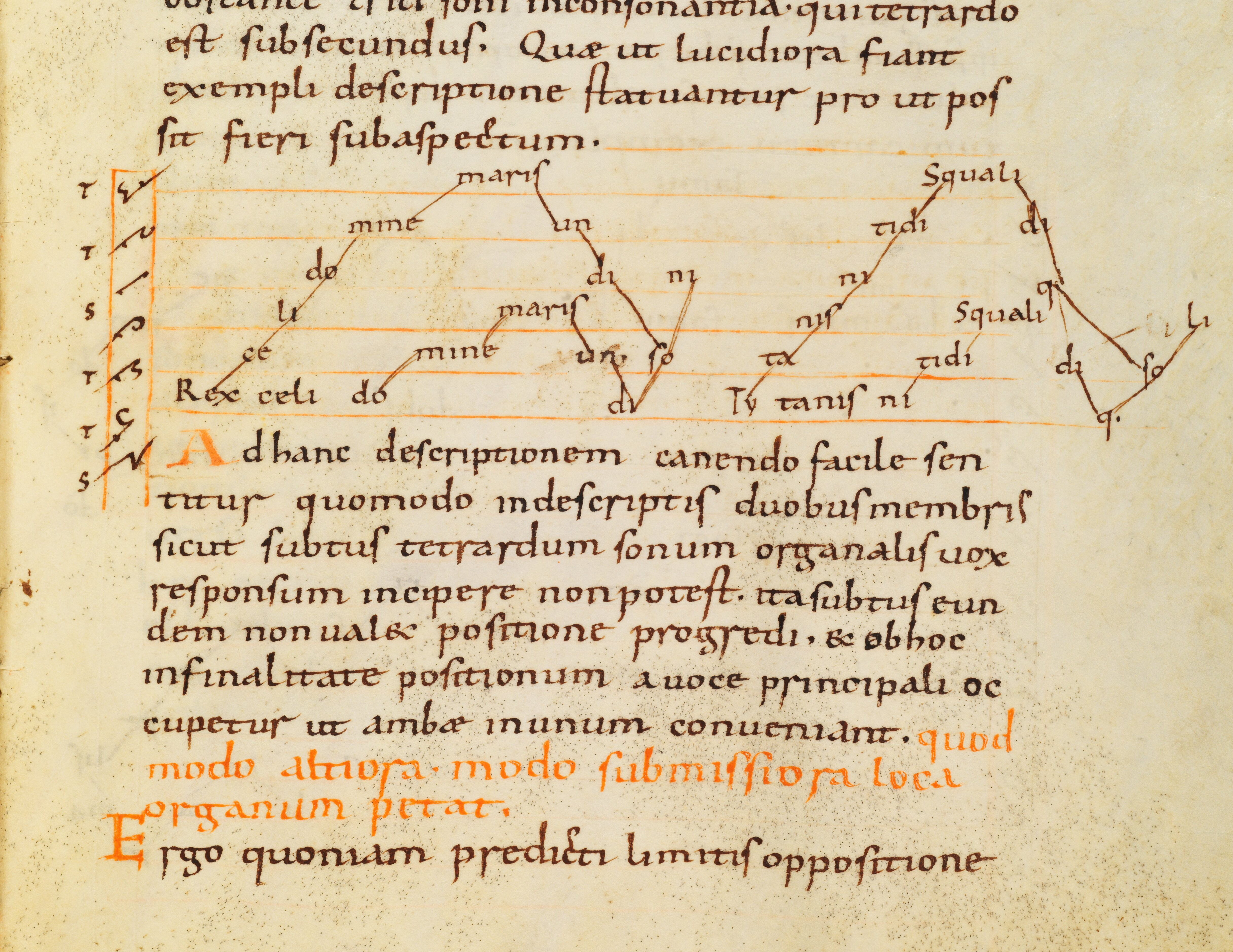
El registro más antiguo escrito de un organum, en el tratado.

El tratado, referencia de la música hasta la revolucionaria escuela ars nova, describe entre otros el órganum básico como la superposición de cuartas, quintas y octavas paralelas, que corresponde a do-sol-do, indicando: «Doblando la melodía mediante una segunda voz a un intervalo constante distinto de la octava se obtiene una melodía de sonido agradable». El intervalo que más se usaba era la cuarta descendente (o sea la quinta ascendente, pero una octava más baja).
Música enchiriadis enfatiza el papel de los intervalo consonantes, los únicos permitidos en polifonía y que en aquella época se limitaban a las cuartas, quintas y octavas justas.
También habla de normas de interpretación e incluye antiguas indicaciones de carácter, hoy en desuso, como morosus (triste) o cum celeritate (con celeridad).

## Autoría

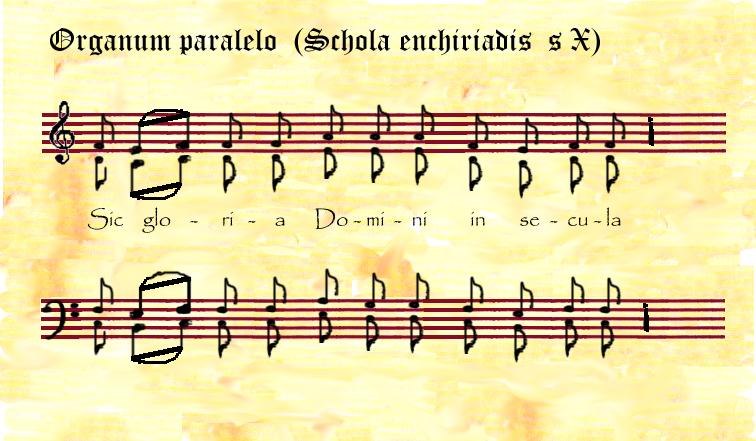
Órganum paralelo (extraído del Scolica enchiriadis).

No hay unanimidad sobre el autor. Antiguamente el texto se atribuía a Hucbaldo, pero actualmente esta teoría no se acepta.
Según Cullin, la atribución más segura es a Otgero de Saint-Armand.
Según Fubini, también se le atribuye al abad Odón de Cluny (m. en el 942).
Roberto Pia, tras descartar las demás atribuciones, llega a la conclusión de que el trabajo debe ser considerado anónimo.
Johannes Forner fecha su publicación en el siglo IX.